# Lenguas tupí-guaraní
Las lenguas tupí-guaraní constituyen una subfamilia de 53 lenguas de la familia macro-tupí que se hablan o se hablaban en países como Paraguay, Bolivia, Brasil, Colombia, Guayana Francesa, Argentina, Perú, y Venezuela.
Comprende once subgrupos y una lengua no clasificada. Once lenguas se consideran extintas y al menos otras ocho están en peligro de extinción. Es la subfamilia más importante de la familia tupí y la de mayor extensión geográfica en el territorio de América del Sur.
Además, las lenguas tupí-guaraní son probablemente el grupo lingüístico mejor estudiado de la Amazonía, habiéndose reconstruido de manera sistemática el proto-tupí-guaraní (proto-TG).

## Historia
El nombre de esta rama de las lenguas macro-tupí proviene de las tres lenguas históricamente más importantes de esta rama: el tupí, el tupinambá (que en su versión criollizada se denominó ñe'engatú o língua geral) y el idioma guaraní que es actualmente lengua oficial en Paraguay, pero que también se habla en partes de Bolivia y en las provincias de  Corrientes y Formosa (Argentina), y que tiene varios millones de hablantes.
Los tupinambá vivían a lo largo de la costa, estando la mayor parte de la población en lo que actualmente es el área de Río de Janeiro y algo más al norte. Este grupo fue el mayor de los grupos indígenas con el que contactaron inicialmente los portugueses. Su lengua alcanzaba tal extensión, que durante los siglos XVI y XVII su lengua se llamó simplemente língua brasílica o brasiliano, apareciendo el nombre tupinambá hacia el siglo XVIII. El sacerdote José de Anchieta (1595) documentó extensivamente el estadio más antiguo de esta lengua, señalando que se tratataba de la "lengua más usada lo largo de la costa de Brasil", superando en el primer período de la colonización al portugués. El tupinambá ha sido una importante fuente de préstamos léxicos al portugués de Brasil, especialmente en lo que respecta a la flora y la fauna. Varias de esas palabras se han difundido masivamente a otras lenguas, entre ellas: tapioca (< typy ʔók-a), jaguar (< jawár-a), mandioca (< mani ʔók-a), tucán (< tukán-a) o tapir (< tapi ʔír-a).
Los guaraníes vivían al sur de lo que ahora es São Paulo fueron el grupo más amplio con el que los exploradores españoles tuvieron contacto en la costa este de América del Sur. El antiguo guaraní, documentado y descrito por Antonio Ruiz de Montoya (1639). A diferencia del tupí y el tupinambá el guaraní no es una lengua extinta, sino que con el tiempo ha llegado a ser una de las mayores lenguas indígenas de América contando en la actualidad con casi 5 millones de hablantes (2007).
El tupí propiamente dicho estaba estrechamente relacionado con el tupinambá, aunque comparte con el guaraní la ausencia de consonantes finales. Los tupíes vivían en el área de lo que ahora es São Paulo, en el área de São Vicente y en el curso alto del río Tieté. La forma criollizada de esta lengua se llamó língua geral paulista. En la actualidad el tupí, a diferencia de la versión criollizada del tumpinambá o ñe'engatu, es una lengua extinta.

## Lenguas de la familia
El término tupí-guaraní fue usado inicialmente por Alfred Métraux, el primer antropólogo que usó datos de las crónicas de los siglos XVI y XVII sobre los tupinambáes y los guaraníes. Y aunque hubo intentos de clasificación de las lenguas de esta rama en las décadas de 1940 y 1950, la primera clasificación basada en datos lingüísticos, en lugar de datos geográficos o listas de etnónimos, es la de Rodrigues (1958) presentada originalmente en el XXXII Congreso Internacional de Americanistas. Esta clasificación permitió reconocer claramente la rama tupí-guaraní del resto de lenguas que conforman la familia macro-tupí. La siguiente tabla resume la clasificación propuesta por Rodrigues:
| Subgrupo                         | Lengua                                                | Dialectos                                                              | Cobertura geográfica                                             | N.º estimado de hablantes                                                                                       | Código ISO/DIS 639-3 |
| -------------------------------- | ----------------------------------------------------- | ---------------------------------------------------------------------- | ---------------------------------------------------------------- | --- | -------------------- |
| Subgrupo I                       | Guaraní antiguo o guaraní clásico o guaraní jesuítico |                                                                        | Misiones jesuíticas guaraníes                                    | Solo conservado en manuscritos de la época jesuítica                                                            |                      |
| Subgrupo I                       | Guaraní criollo o Avañe'e                             | - Guaraní paraguayo, - Guaraní correntino                              | Paraguay, Argentina, Brasil, Bolivia                             | ~4 850 000 (1997) - 4 650 000 (Paraguay) - 2 000 000 (Argentina) - 50 000 (Brasil) - 50 000 (Bolivia)           | [gug]                |
| Subgrupo I                       | Guaraní boliviano occidental o simba                  |                                                                        | Chuquisaca (Bolivia)                                             | 7000 (1987) 5000 (2000)                                                                                         | [gnw]                |
| Subgrupo I                       | Guaraní chaqueño o chiriguano                         | Izoceño, avá                                                           | Bolivia, Paraguay, Argentina                                     | 70 000 (1986) 15 000-50 000 (1991) 70 000 (1997) 49 000 (2000) 67 000 (2002) (15 000 izoceños) 51 230 (2007)    | [gui]                |
| Subgrupo I                       | Guaraní Mbyá                                          | Tambéopé, baticola                                                     | Brasil, Paraguay, Argentina                                      | 8000-8500 (1997) 17 500 (2000) 3000 (2002) 25 450 (2007) 25 000 (2008)                                          | [gun]                |
| Subgrupo I                       | Aché (guayakí)                                        | Cuatro dialectos, uno de ellos casi extinto                            | Paraguay                                                         | 350 (1986) 850 (2002) 1500 (2006) 1360 (2007)                                                                   | [guq]                |
| Subgrupo I                       | Kaiwá                                                 | Teüi, Tembekuá, Kaiwám                                                 | Mato Grosso do Sul (Brasil), Argentina                           | 29 000 (1986) 12 500-14 600 (1990) 29 000 (1997) 11 000-14 000 (1998) 15 500 (2000) 19 500 (2002) 18.510 (2003) | [kgk]                |
| Subgrupo I                       | Pãí tavyterá                                          | (para algunos parte del complejo Kaiwá)                                | Este de Paraguay,Argentina                                       | 10 000 (2000) 15 000-20 000 (2007)                                                                              | [pta]                |
| Subgrupo I                       | Chiripá                                               | Apapocuva                                                              | Este del Paraguay, Argentina, Brasil                             | 11 000 (1991) 11 900 (1995-2000)                                                                                | [nhd]                |
| Subgrupo I                       | Xetá                                                  |                                                                        | Paraná (Brasil)                                                  | 3 (1990). Casi extinto                                                                                          | [xet]                |
|                                  | Tapieté, Avá o ñandeva,                               | chané                                                                  | Paraguay, Argentina, Bolivia                                     | 9200 (1997) 4900 (2002) 2440 (2007)                                                                             | [tpj]                |
| Subgrupo II Guarayú-Sirionó-Jorá | Guarayo (Guarayú)                                     |                                                                        | Nordeste del área del río Guarayos, Beni (Bolivia)               | 5000-8000 (1991) 5000 (1997) 5930 (2000) 5000 (2002) 5933 (2007)                                                | [gyr]                |
| Subgrupo II Guarayú-Sirionó-Jorá | Sirionó                                               |                                                                        | Este del Beni y noreste de Santa Cruz (Bolivia)                  | 300-800 (1991) 399 -400 (2000) 650 (2002)                                                                       | [srq]                |
| Subgrupo II Guarayú-Sirionó-Jorá | Yuqui                                                 |                                                                        | Cochabamba (Bolivia)                                             | 50-100 (1991) 120 (2000)                                                                                        | [yuq]                |
| Subgrupo II Guarayú-Sirionó-Jorá | Jorá                                                  |                                                                        | Bolivia                                                          | 5-10 (1991) Extinto (actual)                                                                                    | [jor]                |
| Subgrupo III                     | Cocama-Cocamilla                                      | Cocamilla, cocama (o kokama)                                           | Perú, Brasil, Colombia                                           | 15 196-18 396 (1997) 260 -2050 (2000)                                                                           | [cod]                |
| Subgrupo III                     | Omagua                                                | Aizuare, Curacirari, Paguana                                           | Iquitos (Perú). Puede que ya no queden hablantes en Brasil.      | 10-100 (1976). Casi extinto                                                                                     | [omg]                |
| Subgrupo III                     | Potiguára                                             |                                                                        | Paraíba (Brasil)                                                 | Extinto | [pog]                |
| Subgrupo III                     | Tupinikim                                             |                                                                        | Espírito Santo y Bahía (Brasil)                                  | Extinto | [tpk]                |
| Subgrupo III                     | Tupinambá                                             |                                                                        | Costa atlántica, desde Río de Janeiro hasta el Amazonas (Brasil) | Extinto | [tpn]                |
| Subgrupo III                     | Tupí                                                  | lingua geral paulista                                                  | Actual estado de São Paulo (Brasil)                              | Extinto | [tpw]                |
| Subgrupo III                     | Ñe'engatú                                             |                                                                        | Brasil, Colombia, Venezuela                                      | 3000 (1997) 8000 (1998-2000) 3000 (2002) >6000 (2007)                                                           | [yrl]                |
| Subgrupo IV                      | Asuriní                                               |                                                                        | Río Tocantins, Pará (Brasil)                                     | 300 (2001) | [asu]                |
| Subgrupo IV                      | Avá-canoeiro                                          |                                                                        | Goiás y valle del alto Tocantins (Brasil)                        | 40 (1998) 100 (2002)                                                                                            | [avv]                |
| Subgrupo IV                      | Guajajára                                             | Pindare, zutiua, mearim, tembé de Gurupí                               | Unas 80 aldeas en la cuenca del Maranhão (Brasil)                | 10 000 (1997) 15 000 (2000) 10 000 (2002) 10 200 (2007)                                                         | [gub]                |
| Subgrupo IV                      | Suruí do Pará                                         |                                                                        | Pará (Brasil)                                                    | 180 (1997) 140 (2000) 150 (2002)                                                                                | [mdz]                |
| Subgrupo IV                      | Parakanã                                              |                                                                        | Bajo río Xingú, Pará (Brasil)                                    | 350 (2002) 900 (2004)                                                                                           | [pak]                |
| Subgrupo IV                      | Tapirapé                                              |                                                                        | Nordeste de Mato Grosso (Brasil)                                 | 350 (2000) 200-350 (2002) 500 (2003)                                                                            | [taf]                |
| Subgrupo IV                      | Tembé                                                 |                                                                        | Maranhão (Brasil)                                                | 150 -180 (2000) 100-200 (2002) 800 (2007)                                                                       | [tqb]                |
| Subgrupo V                       | Asuriní xingú                                         |                                                                        | Pará (Brasil)                                                    | 110 (2002) | [asn]                |
| Subgrupo V                       | Araweté                                               |                                                                        | Amazonas (Brasil)                                                | 80 (2002) 290 (2003)                                                                                            | [awt]                |
| Subgrupo V                       | Kayabí                                                |                                                                        | Norte de Mato Grosso y sur de Pará (Brasil)                      | 500 (1997) 1000 (1999) 800 (2000-2002)                                                                          | [kyz]                |
| Subgrupo VI                      | Amundava                                              |                                                                        | Rondônia (Brasil)                                                | 83 (2003) | [adw]                |
| Subgrupo VI                      | Apiacá                                                |                                                                        | Norte de Mato Grosso (Brasil)                                    | 190 (2001) | [api]                |
| Subgrupo VI                      | Júma                                                  |                                                                        | Río Açuã, Amazonas (Brasil)                                      | 300 en 1940 y 4 en 1998.Casi extinto                                                                            | [jua]                |
| Subgrupo VI                      | Karipúna                                              |                                                                        | Amapá (Brasil)                                                   | Extinto | [kgm]                |
| Subgrupo VI                      | Karipuná                                              | Jacaria y pama (o pamana)                                              | Rondônia y Acre (Brasil)                                         | 14 (2004).Casi extinto                                                                                          | [kuq]                |
| Subgrupo VI                      | Paranawát                                             |                                                                        | Rondônia (Brasil)                                                | Extinto | [paf]                |
| Subgrupo VI                      | Tenharim                                              | Tenharim, parintintín, kagwahiv, karipuna jaci paraná, mialát, diahói. | Amazonas y Rondônia (Brasil)                                     | 493 -790 (2000)                                                                                                 | [pah]                |
| Subgrupo VI                      | Tukumanféd                                            |                                                                        | Rondônia (Brasil)                                                | Extinto | [tkf]                |
| Subgrupo VI                      | Uru-ew-wau-wau                                        | Podría ser un dialecto del tenharim                                    | Rondônia (Brasil)                                                | 87 (2003) | [urz]                |
| Subgrupo VI                      | Wiraféd                                               |                                                                        | Rondônia (Brasil)                                                | Extinto | [wir]                |
| Subgrupo VI                      | Morerebi                                              | Podría ser un dialecto del tenharim                                    | Amazonas (Brasil)                                                | 100 (2000) | [xmo]                |
| Subgrupo VII                     | Kamayurá                                              |                                                                        | Mato Grosso (Brasil)                                             | 360 (2002) | [kay]                |
| Subgrupo VIII                    | Anambé                                                |                                                                        | Pará (Brasil)                                                    | 7 (1991).Casi extinto                                                                                           | [aan]                |
| Subgrupo VIII                    | Amanayé                                               |                                                                        | Pará (Brasil)                                                    | Probablemente extinto                                                                                           | [ama]                |
| Subgrupo VIII                    | Emerillon                                             |                                                                        | Frontera sur de la Guayana Francesa                              | 200 (2000) 400 (2001)                                                                                           | [eme]                |
| Subgrupo VIII                    | Guajá                                                 |                                                                        | Maranhão y Pará (Brasil)                                         | 370 (1995) | [gvj]                |
| Subgrupo VIII                    | Wayampi                                               | Oiyapoque, wajapuku, oiyapoque wayampi, amapari wayampi, jari.         | Guayana Francesa y Brasil                                        | 720 (1997) 1180 (2000) 500-650 (2002)                                                                           | [oym]                |
| Subgrupo VIII                    | Zo'é                                                  |                                                                        | Pará (Brasil)                                                    | 150 (1998) 136 (2000)                                                                                           | [pto]                |
| Subgrupo VIII                    | Turiwára                                              |                                                                        | Pará (Brasil)                                                    | Extinto | [twt]                |
| Subgrupo VIII                    | Urubú-kaapor                                          |                                                                        | Maranhão (Brasil)                                                | 500 (1997) 800 (1998) 500 (2000)                                                                                | [urb]                |
|                                  | Aurá                                                  |                                                                        | Maranhão (Brasil)                                                | Extinto | [aux]                |
| Pauserna                         | Pauserna                                              |                                                                        | Sudeste del Beni (Bolivia)                                       | Extinto | [psm]                |
| Subgrupo                         | Lengua                                                | Dialectos                                                              | Cobertura geográfica                                             | N.º estimado de hablantes                                                                                       | Código ISO/DIS 639-3 |

Existen muchas lenguas tupí-guaraníes cuya estructura fonológica y gramatical está suficientemente alterada respecto al proto-tupí-guaraní, como para justificar la hipótesis de que esas lenguas son resultado de substitución lingüística en grupos que previamente hablaban otras lenguas. Entre estas lenguas resultado de substitución se encontrarían el chané, el tapieté, el izoceño y el achí o guayakí del subgrupo 1; el sirionó, el yuqui y el jorá del subgrupo 2, y el kokamá / omáwa del subgrupo 3.
Por lo demás la clasificación en subgrupos puede realizarse de acuerdo con ciertos cambios compartidos:
| Subgrupo | *ʧ   | *ʦ   | *pʲ  | *kʲ     | *t-(i) | *j      | *w   | *β    | *pʷ | *kʷ |
| -------- | ---- | ---- | ---- | ------- | ------ | ------- | ---- | ----- | --- | --- |
| I        | ʦ, ʃ | h, Ø | ʧ, ʃ | k       | ʧ      | ʤ       | gw   | β     | kʷ  | kʷ  |
| II       | ʦ, s | ʦ, s | pj   | k, kʲ   | ʧ, ʃ   | j (?)   | w    | β     | kʷ  | kʷ  |
| III      | ʦ, s | ʦ, s | pj   | k       | t      | ʒ, j    | (g)w | β     | pw  | kw  |
| IV       | h, Ø | h, Ø | ʧ    | k, s    | ʦ, ʧ   | z, ʧ, s | w    | w     | kʷ  | kʷ  |
| V        | Ø    | Ø    | s    | s       | s      | ʤ       | w    | w     | ɸ   | kw  |
| VI       | h    | h    | pj   | k       | t      | j       | gw   | β     | kʷ  | kʷ  |
| VII      | h, Ø | h, Ø | ʦ    | k       | ʧ      | j       | w    | w     | hw  | kw  |
| VIII     | h, Ø | h, Ø | s    | k, ʃ, s | ʃ, s   | j       | w    | w,(β) | kʷ  | kʷ  |

## Características comunes

### Fonología
El inventario fonológico reconstruido para el proto-tupí-guaraní (proto-TG) es el siguiente (Jensen, 1989):
|                       | Labial | Alveolar | Alv.-pal. | Velar | Glotal |
| --------------------- | ------ | -------- | --------- | ----- | ------ |
| Fricativa             | *β     |          |           |       |        |
| Oclusiva plana        | *p     | *t       |           | *k    | *ʔ     |
| Oclusiva labializada  | *pʷ    |          |           | *kʷ   |        |
| Oclusiva palatalizada | *pʲ    |          |           | *kʲ   |        |
| Africada              |        | *ʦ       | *ʧ        |       |        |
| Nasal plana           | *m     | *n       |           | *ŋ    |        |
| Nasal labializada     | *mʷ    |          |           | *ŋʷ   |        |
| Nasal palatalizada    | *mʲ    |          |           | *ŋʲ   |        |
| Sonorante             | *w     | *ɾ       | *j        |       |        |

La mayoría de lenguas modernas han simplificado este inventario fonológico habiéndose perdido distinciones. Sin embargo, gracias a la multitud de lenguas sobrevivientes ha sido posible reconstruir con gran precisión no solo el inventario original sino los procesos fonológicos propios de proto-TG.

### Comparación léxica
Los numerales en diferentes lenguas tupí-guaraníes son:
| GLOSA | Grupo I | Grupo I     | Grupo II | Grupo II      | Grupo III         | Grupo III | Grupo IV    | Grupo IV   | Grupo V | Grupo VI  | Grupo VII   | Grupo VIII | PROTO- TG        |
| GLOSA | Guaraní | Aché        | Guarayu  | Sirionó       | Cocama- Cocamilla | Omagua    | Guaja_ jará | Tapi_ rapé | Kayabí  | Júma      | Kamayurá    | Anambé     | PROTO- TG        |
| ----- | ------- | ----------- | -------- | ------------- | ----------------- | --------- | ----------- | ---------- | ------- | --------- | ----------- | ---------- | ---------------- |
| '1'   | peteĩ   | etakrã      | ñepeĩ    | ko-mɨɨ~ e-mɨɨ | wepe              | wipi      | pitái       | maxepe     | ayɛpeⁱ  | oɲipeˑɲi  | mojepete    | tipɛʔĩ     | *ojepeteĩ, *peʔĩ |
| '2'   | mokõi   | mirõ        | ñúnio    | therémo       | mukwika           | mkwíkia   | mokoz       | mokõi      | mukũⁱ   | mõˑkõɲə̃   | mokõi       | mukũ       | *mo-kõi          |
| '3'   | Mbohapy | brevi- pɨʃã | mboʦapɨ  | 2+hiri        | muʦapɨrɨka        | musapɾɨka | naíruz      | maapɨt     | muapɨt  | mbɔhaˑpɨr | moʔapɨt     | muapɨʔĩ    | *mo-ʦapɨr        |
| '4'   | irundy  | gwɨra- pɨʃã | iruŋgatu | 2 + ha        | iruaka            | ɪɾuáka    | 2+2         | xairõirõ   | irupãwɛ̃ | mojoʔrũ   | je irũ mukũ |            | *irunɨ           |
| '5'   | po      | ipo         | -po      | ñande-o       | (piʃka)           | (piʃka)   | 2+3         | 1 x pa     |         |           | -po-        | jene po    | *po 'mano'       |
| '6'   | poteĩ   | buatápa     | 1+oβa    |               | (sokta)           | (sokta)   | 3+3         | 3+3        |         |           | 5+1         | 5+1        | *5+1             |
| '7'   | pokõi   | jɨpéta      | 2+oβa    |               | (kaʦi)            | (kanʧis)  | 3+3+1       | 5+2        |         |           | 5+2         | 5+2        | *5+2             |
| '8'   | poapy   | ʃatãpa      | 3+oβa    |               | (pusa)            | (pusa)    | 3+3+2       | 5+3        |         |           | 5+3         | 5+3        | *5+3             |
| '9'   | porundy | tõváʃu      | 4+oβa    |               | (isku)            | (iskun)   | 3+3+3       | 10-1       |         |           | 5+4         | 5+4        | *5+4             |
| '10'  | pa      | etakrã tápa |          |               | (ʧuŋga)           | ʧuŋga)    | 1+naheta    | 2 x pa     |         |           | -po-        |            |                  |

Los términos entre paréntesis para el cocama-cocamilla y omagua son préstamos del quechua.

## Topónimos tupí-guaranís
Algunos raíces comunes en topónimos de origen tupí-guaraní son:
- para- 'río': Paraná, Paraguay.
- -y o y- 'agua': Iguazú, Ipanema
- ita- 'piedra, roca': Itaipú, Itatí, Itabira, Itaboraí, Itamarati, Itatiba, Itatiaia,
- ibi- 'madera, bosque'
- pira- 'pez'
- guyra- 'pájaro'
- -úna 'prieto, negro'
- -piranga o -pitanga 'rojo'
- -tinga 'blanco'
- -obi 'azul'
- -guasú o -guaçu 'grande': Iguazú, Embu-Guaçu. Por diversos cambios fonéticos (aplología, asimilación) este sufijo puede aparecer reducido a -açu Manhuaçu 'lluvia grande', Jaguaraçu < *Jaguaraguasú 'Jaguar grande'
- -mirim 'pequeño'
- -atã 'duro': Butantã
- -catu 'bueno': Botucatu
- -panema 'malo': Ipanema
- -bira 'empinado, erecto, erguido'
- -sununga 'ruidoso'
- -tiba 'abundante en ...': Curitiba, Itatiba.
- -tuba abundancia: Araçatuba (Araçá abundante), Caraguatatuba (Caraguatá abundante), Catanduva.+